# Douai
Douai (IPA: dwɛ) település Franciaországban, Nord megyében. Lakosainak száma 39 833 fő (2022. január 1.). Douai Roost-Warendin, Sin-le-Noble, Waziers, Anhiers, Cuincy, Flers-en-Escrebieux, Lallaing, Lambres-lez-Douai, Lauwin-Planque és Râches községekkel határos.

## Népesség
A település népességének változása:
| Lakosok száma | 41 189 | 40 736 | 39 989 | 40 860 | 39 700 | 39 634 | 39 613 | 39 842 | 39 648 | 39 833 |
|               | 2013   | 2014   | 2015   | 2016   | 2017   | 2018   | 2019   | 2020   | 2021   | 2022   |

## Híres szülöttei
- Jehan Bellegambe (ca. 1450–1535), festő
- Giovanni da Bologna, auch Giambologna, eredeti nev Jean Boulougne (1529–1608), szobrász
- Charles Alexandre de Calonne (1734–1802), pénzügyminiszter
- Joseph François Durutte (1767–1827), tábornok
- Marceline Desbordes-Valmore (1786–1859), írónő
- Henri-Edmond Cross (1856–1910), festő
- Maurice Pellé (1863–1924), tábornok
- Édouard Flament (1880–1958), zeneszerző
- André Obey (1892–1975), író
- Gaston Crunelle (1898–1990), zenész
- Yvonne Godard (1908–1975), úszó
- Robert Barrat (1919–1976), újságíró
- Lucienne Legrand (1920–2022), színésznő
- Jacques Diéval (1921–2012), zenész
- Guy Jorré (1927–2019), rendező
- Christian de Chalonge (* 1937), rendező
- Jerzy Zabczyk (* 1941), matematikus
- Jacques Bonnaffé (* 1958), színész
- Corinne Masiero (* 1964), színésznő
- Chaynesse Khirouni (* 1968), politikus

## Képek

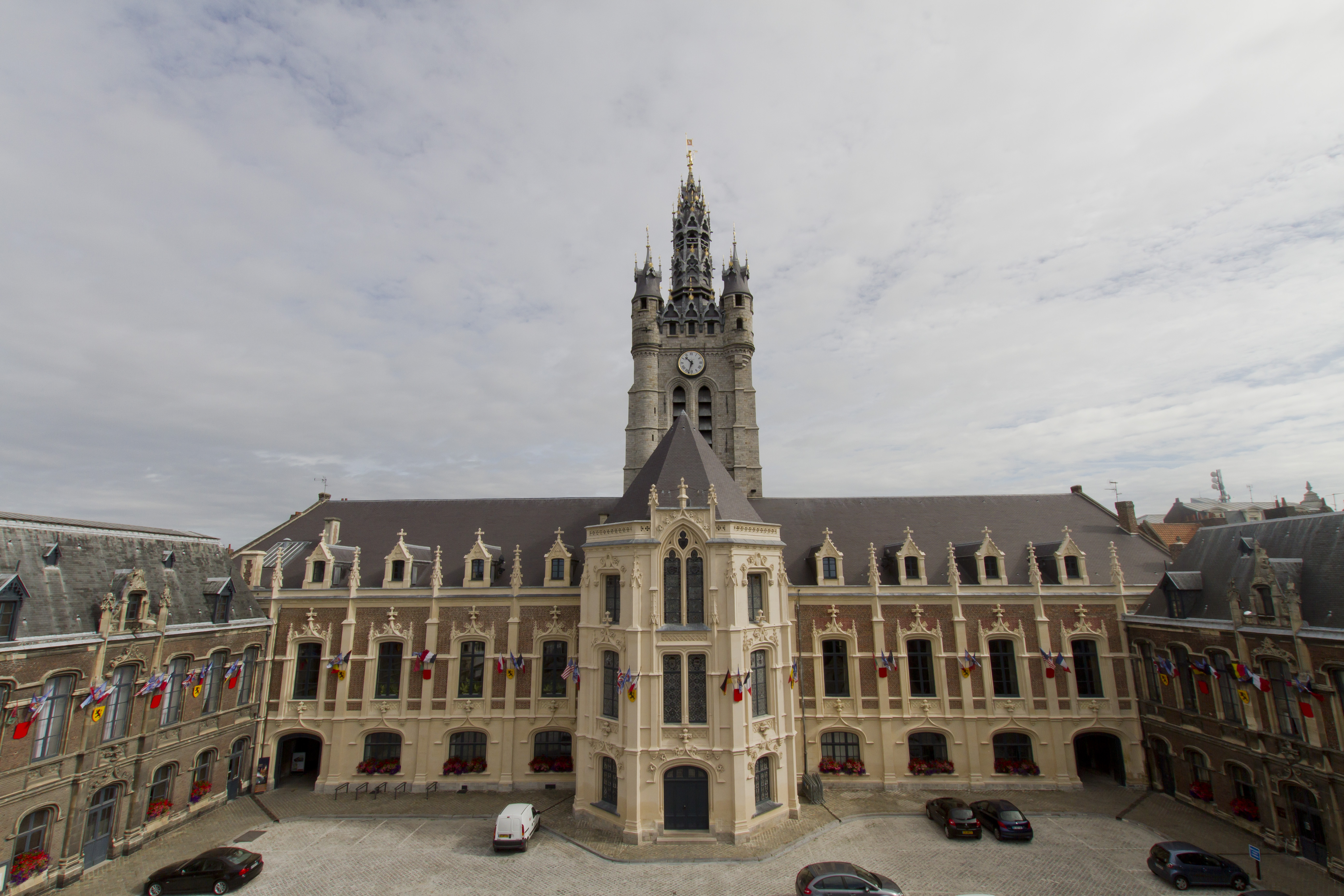
Városháza
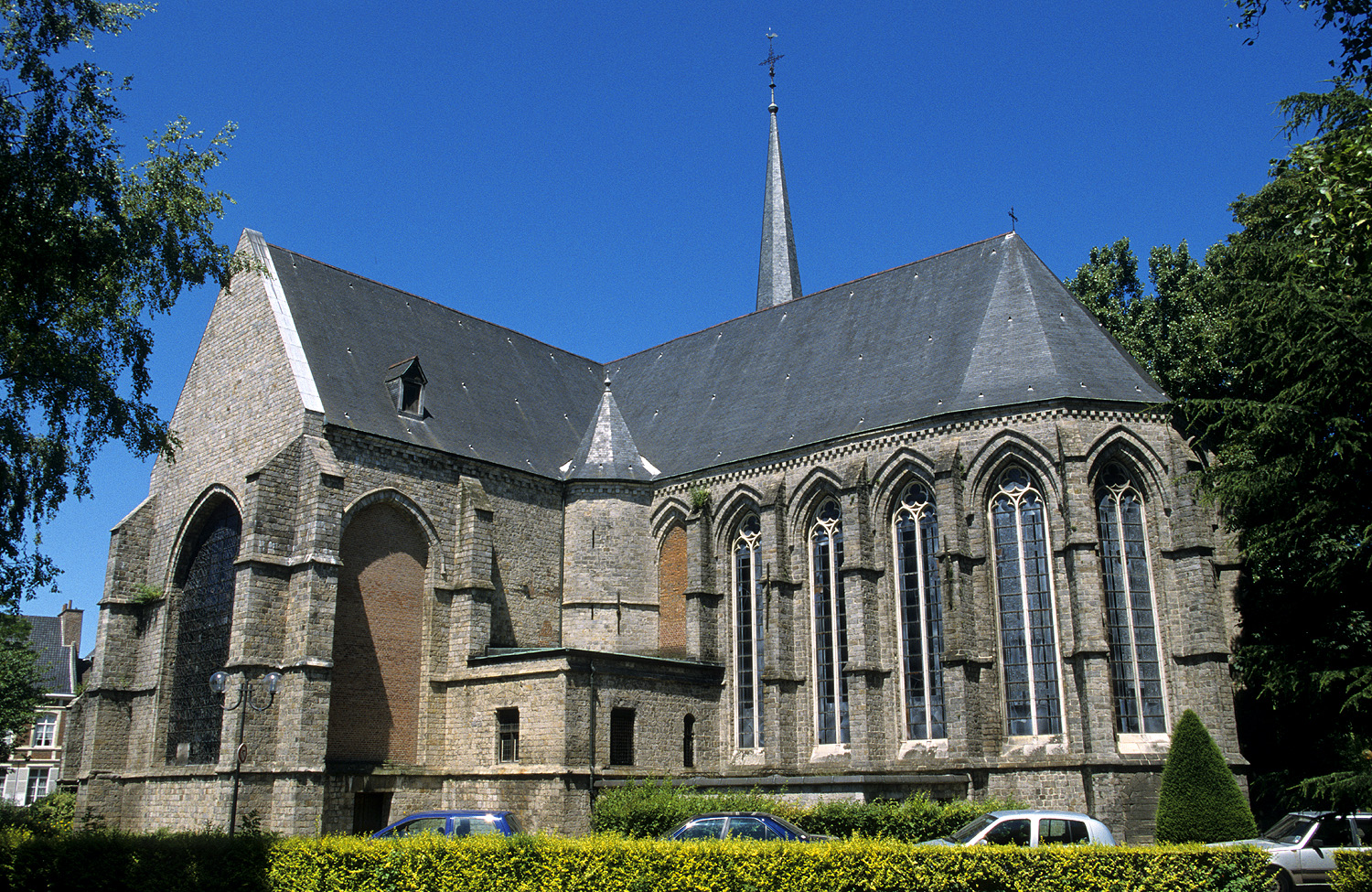
Notre-Dame
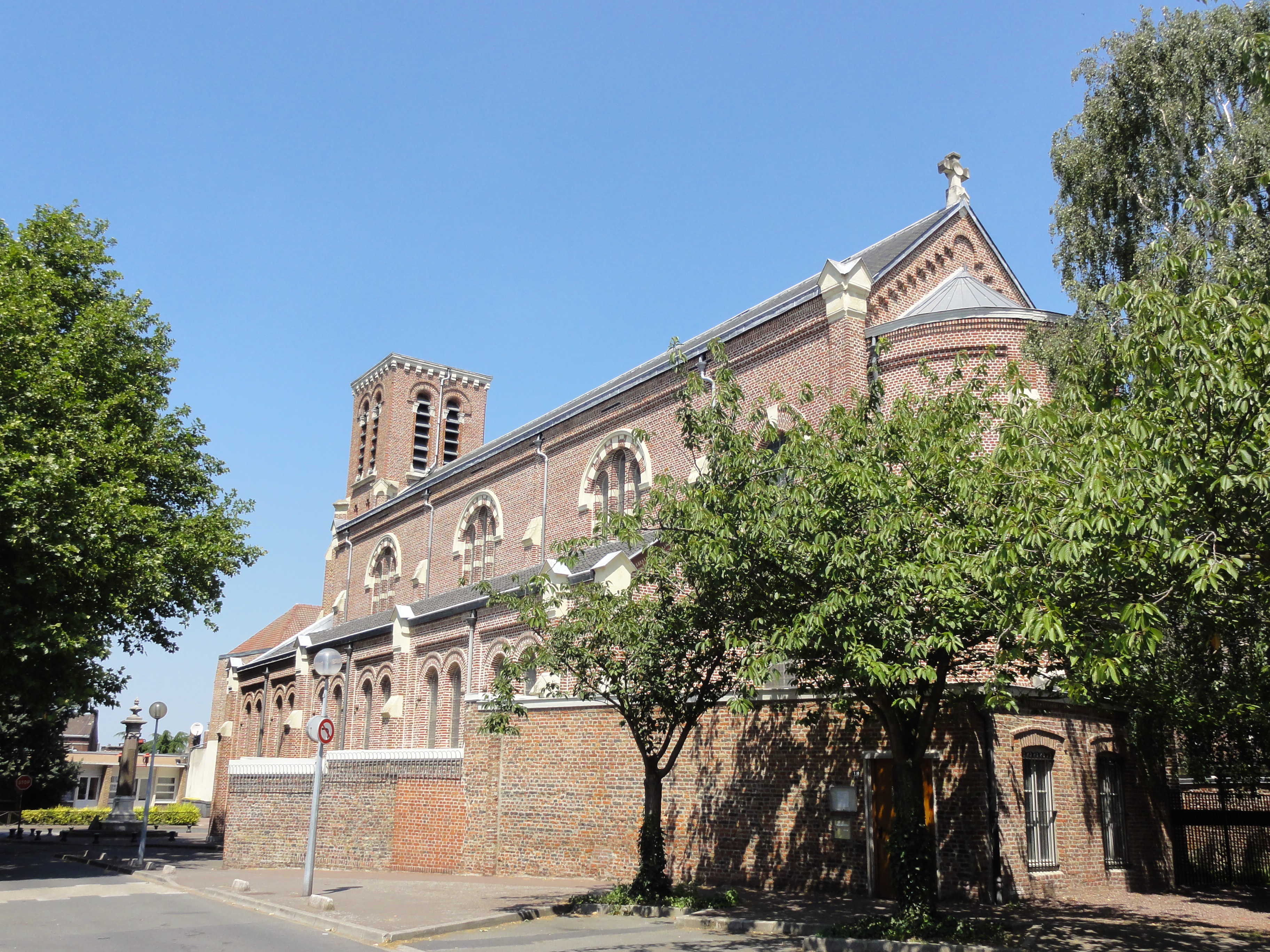
Notre-Dame-d'Esperance
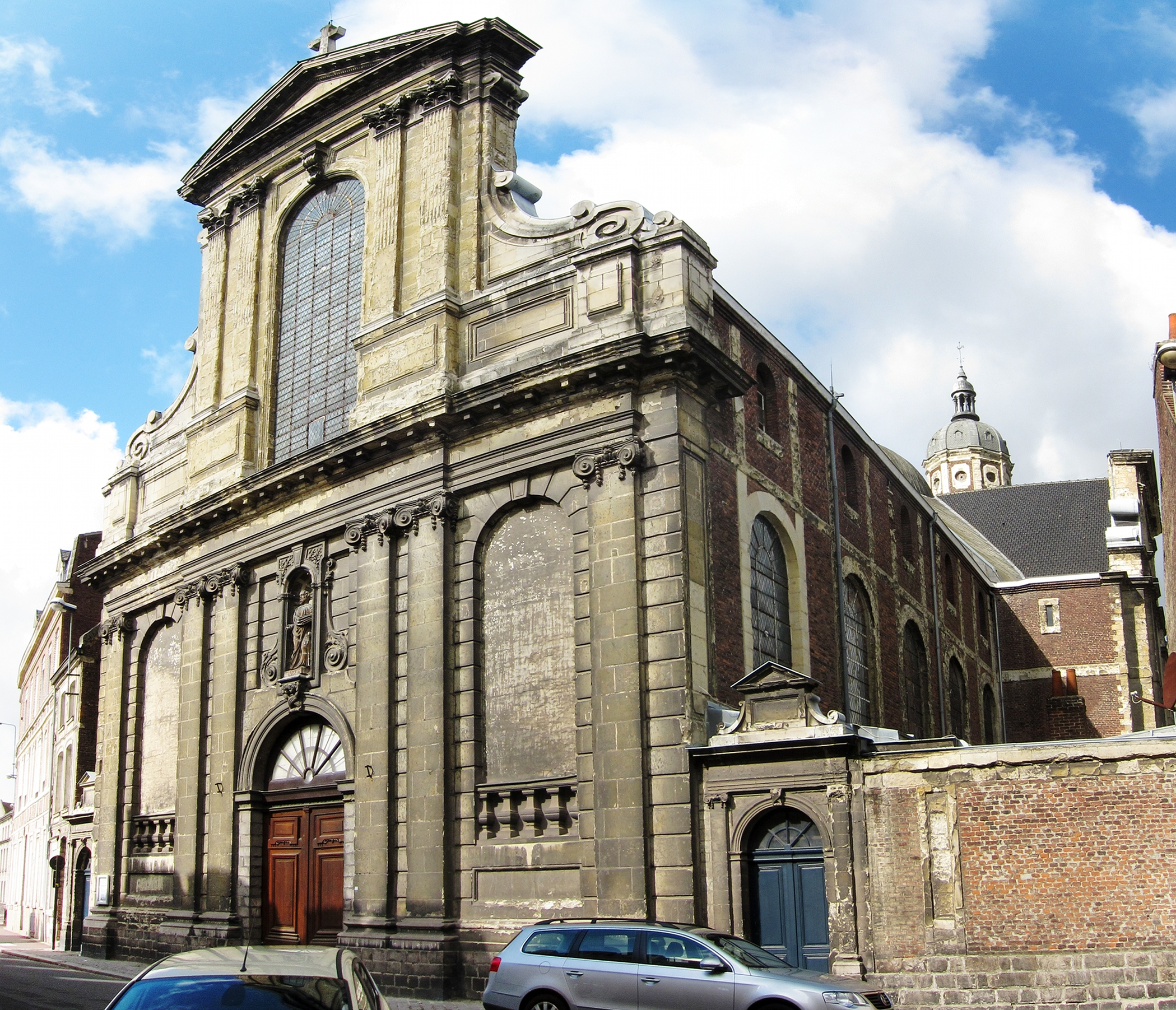
Saint-Jacques
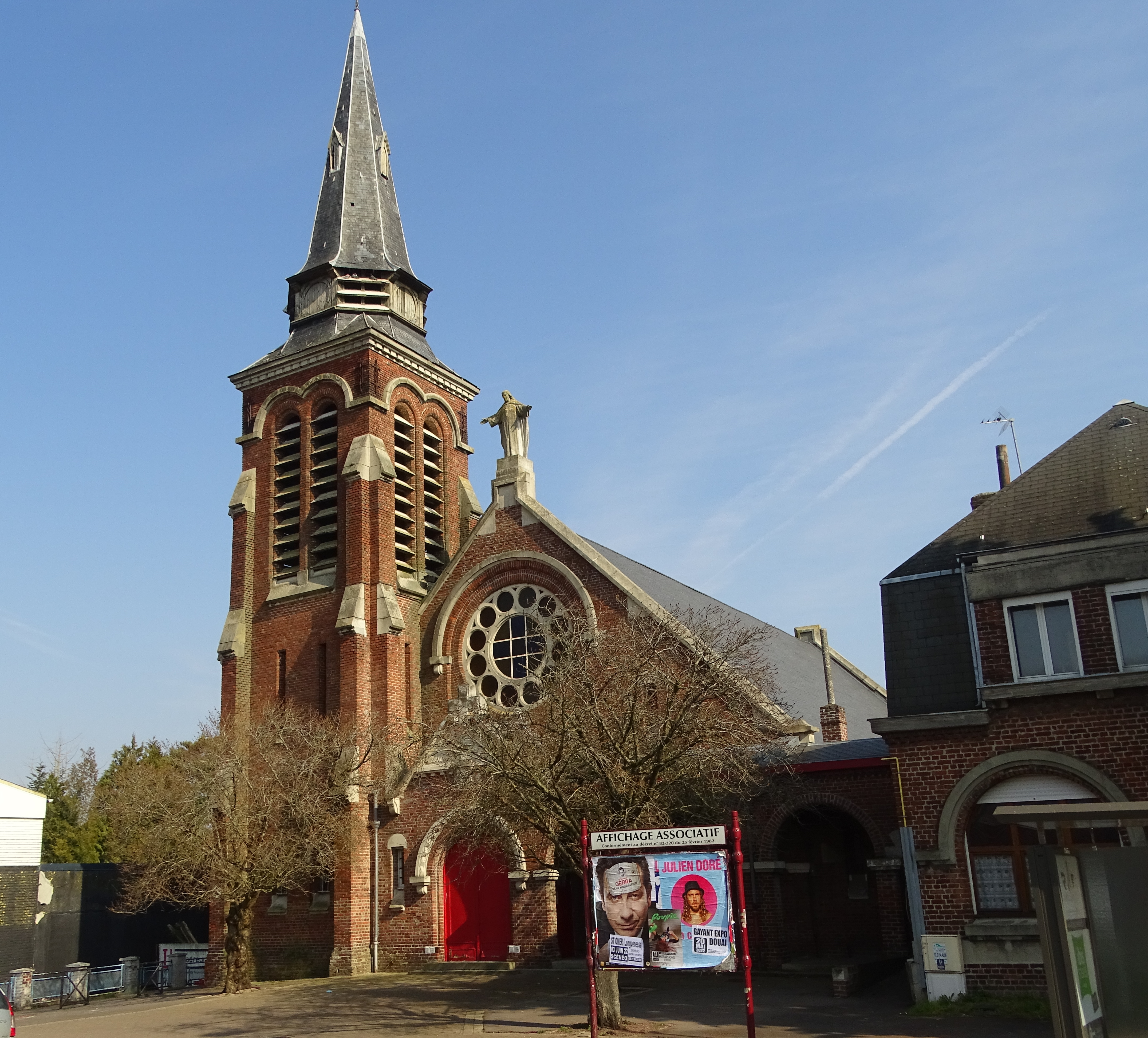
Sacré-Coeur-et-Notre-Dame-de-Pellevoisin
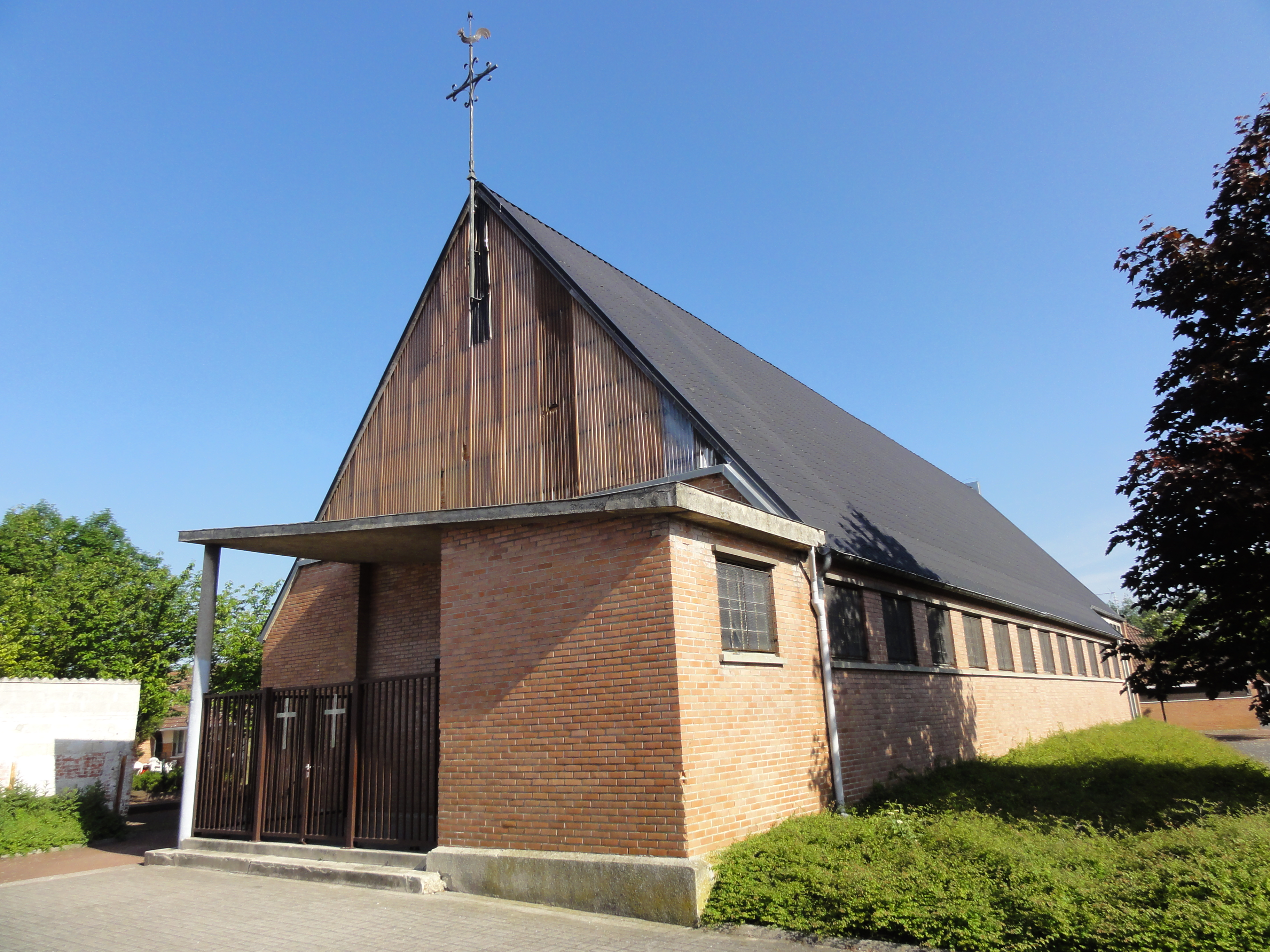
Saint-Joseph kápolna
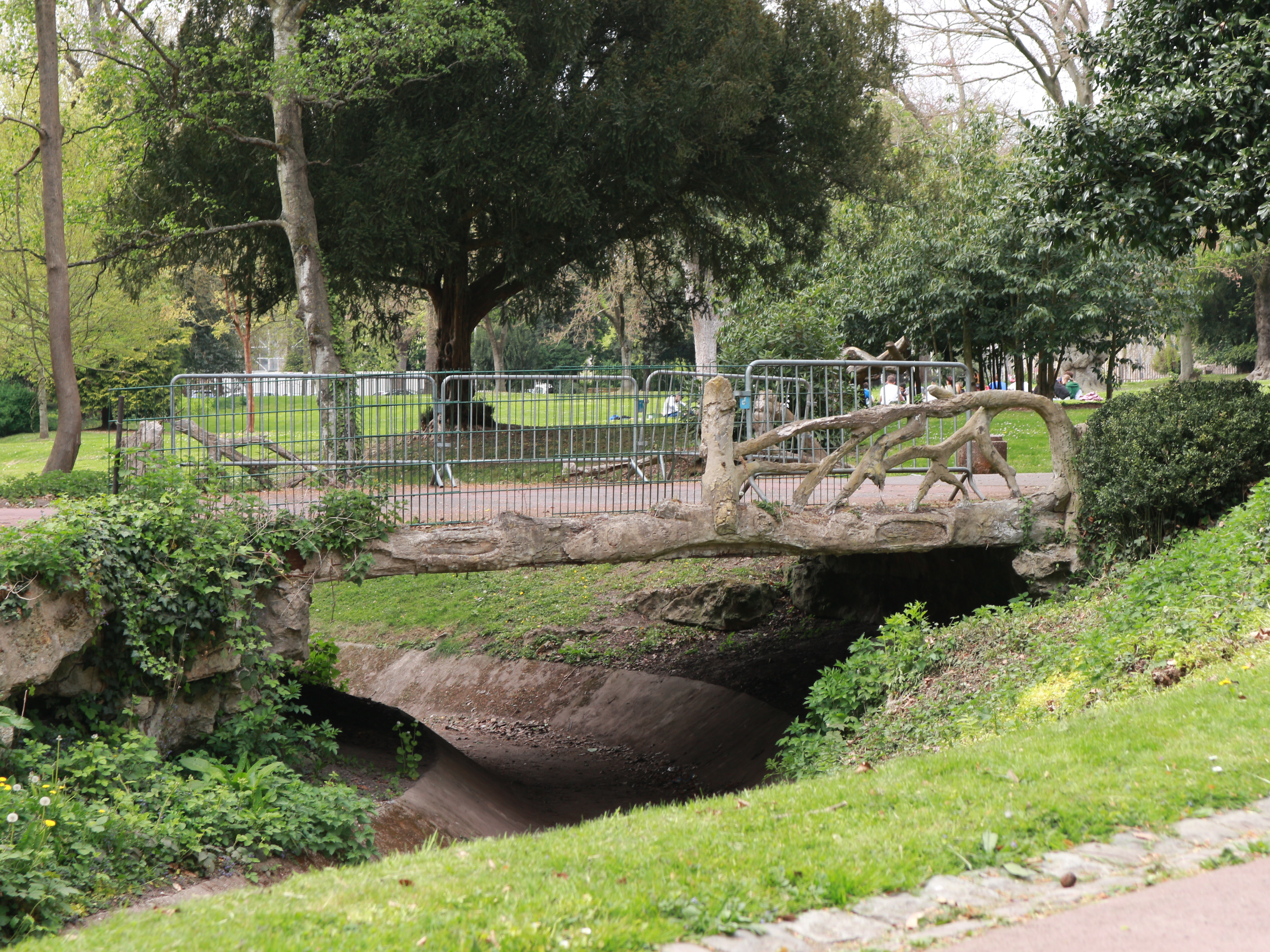
„Charles Bertin“ park